# Frédéric VI de Bade-Durlach
Pour les articles homonymes, voir Frédéric VI.
Frédéric VI, né le 16 novembre 1617 au château de Durlach et décédé le 10 janvier 1677 au château de Durlach, est margrave de Bade-Durlach de 1659 à 1677.

## Famille
Fils de Frédéric V de Bade-Durlach et de Barbara de Wurtemberg.
Frédéric VI de Bade-Durlach épousa en 1642 Christine-Madeleine de Deux-Ponts-Cleebourg (1616-1662), (fille de Jean-Casimir de Deux-Ponts-Cleebourg et de Catherine Vasa princesse de Suède). Neuf enfants sont nés de cette union :
- Frédéric-Casimir de Bade-Durlach (1643-1644)
- Christine de Bade-Durlach (1645-1705), en 1665 elle épousa le margrave Albert de Brandebourg-Ansbach (1620-1667), veuve elle épousa en 1681 Frédéric Ier de Saxe-Gotha (1646-1691)
- Éléonore de Bade-Durlach (1646-1646)
- Frédéric VII Magnus de Bade-Durlach (1647-1709)
- Charles-Gustave de Bade-Durlach (1648-1703), en 1677 il épousa Anne-Sophie de Brunswick-Wolfenbüttel (morte en 1742), (postérité)
- Catherine-Barbara de Bade-Durlach (1650-1733)
- Jeanne Élisabeth de Bade-Durlach (1651-1680), en 1673 elle épousa le comte Jean Frédéric de Brandebourg-Ansbach (1654-1686)
- Frédérique-Éléonore de Bade-Durlach (1658-1658)
- Frédéric de Bade-Durlach (mort en 1734), seigneur de Münzesheim

Veuf, Frédéric VI de Bade-Durlach épousa Jeanne Bayer (1636-1699). Un enfant est né de cette union :
- Jean Charles de Bade-Durlach (1669-1734), il épousa Madeleine von Müchingen (1676-1703), en 1704 il épousa Julienne von Remchingen (1681-1763), il fut le fondateur de la lignée des seigneurs de Münzesheim.

## Biographie
En 1663, les Turcs envahirent la Hongrie, Léopold Ier du Saint-Empire organisa la défense de l'Empire en créant une armée. Il fit appel à Frédéric VI de Bade-Durlach qui participa à cette guerre contre les Turcs. Frédéric VI de Bade-Durlach participa également au siège de la forteresse de Philippsbourg en 1676. Cette forteresse fut par la suite intégrée au margravat de Bade-Durlach (1676).
Frédéric VI de Bade-Durlach appartint à la quatrième branche de la Maison de Bade, elle-même issue de la première branche de la Maison ducale de Bade. Il appartint à la lignée de Bade-Durlach dite lignée Ernestine fondée par Ernest de Bade-Durlach cette lignée toujours existante est représentée actuellement par le prince Maximilien de Bade.